# Reformulation
La reformulation est une pratique de communication qui consiste à formuler des pensées de façon plus claire. Ce n'est pas de l'empathie. Elle ne cherche pas à faire parler davantage son interlocuteur, ni à le convaincre. En cela, elle est assimilable à l'assertivité.

## Définition
La reformulation est définie par Carl Rogers et G. Marian Kinget avec la citation : « [la reformulation] a pour but d'extraire du contenu communiqué le sentiment inhérent à ses paroles et à le lui communiquer sans le lui imposer. ».
Intervention de l'aidant qui consiste à redire en d'autres termes et d'une manière plus concise ou plus explicite ce que la personne vient d'exprimer et ce de telle sorte que l'aidant obtienne l'accord du sujet.
L'un des atouts de la reformulation est, dans une relation interpersonnelle, de manifester à l'autre que ce qu'on vient d'entendre est acceptable. Sans adhérer au point de vue de l'autre, on donne le droit à son point de vue d'exister, puisqu'on peut le répéter calmement. Le mécanisme qui peut alors s'engager est que l'autre s'enhardit et exprime plus en avant son point de vue. Il craint moins de choquer.
Un autre mécanisme mis en avant par Rogers est que le patient (dans le cas de thérapies) découvre ce qu'il pensait, en l'entendant dans une autre bouche. Il en prend conscience différemment. 
Une typologie pionnière est proposée par la linguiste Corinne Rossari qui distingue les marqueurs de reformulation paraphrastique, spécialisés dans cette opération, comme c’est-à-dire, et des marqueurs plus polyvalents, de reformulation non paraphrastique comme enfin.
Les principaux types de reformulation sont 
- la répétition partielle (en écho) ,
- la reformulation - paraphrase,
- la reformulation originale (soit synthétique soit plus explicite),
- la reformulation synthèse
- la reformulation interrogative.

La reformulation remplit divers objectifs : correction , désambiguïsation, orientation didactique de l'interprétation.

## Pratiques
Il existe plusieurs techniques pour reformuler, on peut citer :
- Répéter les derniers mots de la phrase.
- Utiliser une entame, telle : « si je vous comprends bien », « en somme… », « ce que vous me dites… » complétée d'une phrase qui peut être un résumé, la même phrase, ou un synonyme.
- Créer une phrase ayant le même sens que la précédente, par utilisation de synonyme(s). Cette technique est la plus complexe. Il faut posséder une bonne capacité d'analyse et un vocabulaire riche. De plus, certains mots peuvent porter une connotation que le locuteur ne soupçonnait pas.

## Utilisations
Initialement créée par Carl Rogers à des fins thérapeutiques, la reformulation est très utilisée dans des domaines où la compréhension mutuelle n'est pas acquise, tels : négociation, gestion de conflit, échanges interculturels…
Les buts peuvent être alors :
- Éviter un quiproquo générateur de faux accord.
- Éviter un conflit non intentionnel.
- Amener l'interlocuteur à exposer ses véritables intentions.

De ce fait, le verbe « reformuler » est couramment employé comme une incitation à l'explicitation des contenus lors d'un échange.

## Structures
Prérequis :
- Pour pouvoir apprendre, il faut tout d'abord se rendre compte de sa propre ignorance, c'est ce qu'on appelle la modestie. Cette qualité permet l'écoute active.
- Il faut déjà avoir de la considération pour soi pour pouvoir avoir de la considération pour autrui. L'information est un moyen. L'individu est la finalité.

La reformulation peut se voir comme une démarche de résolution de problèmes structuré en 4 étapes :
1. Ouvrir le dialogue à l'aide qu'une question qui laisse le choix du oui ou du non. Il faut alors être à l'écoute de ce que l'on entend et surtout de ce que l'on entend pas, c'est la communication non verbale.
2. Poser des questions ouvertes, adaptées à la situation, pour comprendre la logique interne de l'interlocuteur : la réception du message
3. S'informer des causes personnelles qui justifient ses choix : lui accorder qu'il a une raison, ce n'est pas valider sa raison. Valider sa raison, ce n'est pas valider son comportement. (mensonge, maladie, tentative de suicide, violence, etc.) : la compréhension du message
4. Message de cohérence : confirmation de la raison de l’interlocuteur

Ceci pose la problématique des seuils d'indiscrétions : Jusqu'où peut-on aller quand on doit concilier information et secret professionnel ?